# Maxfield (Maine)
Maxfield es un pueblo ubicado en el condado de Penobscot en el estado estadounidense de Maine. En el Censo de 2010 tenía una población de 97 habitantes y una densidad poblacional de 1,95 personas por km².

## Geografía
Maxfield se encuentra ubicado en las coordenadas 45°18′57″N 68°44′22″O / 45.31583, -68.73944. Según la Oficina del Censo de los Estados Unidos, Maxfield tiene una superficie total de 49.74 km², de la cual 49.04 km² corresponden a tierra firme y (1.41%) 0.7 km² es agua.

## Demografía
Según el censo de 2010, había 97 personas residiendo en Maxfield. La densidad de población era de 1,95 hab./km². De los 97 habitantes, Maxfield estaba compuesto por el 91.75% blancos, el 0% eran afroamericanos, el 4.12% eran amerindios, el 0% eran asiáticos, el 1.03% eran isleños del Pacífico, el 0% eran de otras razas y el 3.09% pertenecían a dos o más razas. Del total de la población el 1.03% eran hispanos o latinos de cualquier raza.